# Leccinellum crocipodium
Bolet craquelé, Bolet rude à pied jaune-safran, Bolet à pied safrané, Bolet noircissant
Espèce
Statut de conservation UICN

 LC  : Préoccupation mineure
Leccinellum crocipodium, auparavant Leccinum crocipodium, le Bolet craquelé ou Bolet rude à pied jaune-safran, est une espèce de champignons (Fungi) basidiomycètes du genre Leccinellum dans la famille des Boletaceae. Il est caractérisé par son chapeau jaunâtre parfois craquelé  et sa tendance plus au moins thermophile. 
Ses basides contiennent un pigment biologique benzotropolone appelé crocipodine.

## Taxonomie
Le nom correct complet (avec auteur) de ce taxon est Leccinellum crocipodium (Letell.) Bresinsky & Manfr. Binder (2003). 
L'espèce a été initialement classée dans le genre Boletus sous le basionyme Boletus crocipodius Letell.

### Synonymes
Leccinellum crocipodium a pour synonymes :
- Boletus crocipodius Letell. (1838)
- Boletus tessellatus Gillet (1878)
- Boletus nigrescens Richon & Roze (1888)
- Krombholzia crocipodia (Letell.) E.-J. Gilbert (1931)
- Krombholziella crocipodia (Letell.) Maire (1937)
- Trachypus crocipodius (Letell.) Romagn. (1939)
- Leccinum nigrescens Singer (1947)
- Leccinum crocipodium (Letell.) Watling (1961)
- Krombholziella nigrescens (Singer) Šutara (1982)
- Leccinellum nigrescens (Singer) Bresinsky & Manfr. Binder (2003)

### Étymologie
L'épithète spécifique crocipodium du latin "croci"= safran et "podium" faisant réfèrence au pied, fait allusion au stipe de couleur jaunâtre safran de cette espèce.

### Noms vulgaires et vernaculaires
Ce taxon porte en français le nom vernaculaire normalisé par la Société Mycologique de France suivant : Bolet craquelé. 
On le connait aussi sous le nom de Bolet rude à pied jaune safran, Bolet à pied safrané ou encore Bolet noircissant,.

## Description du sporophore

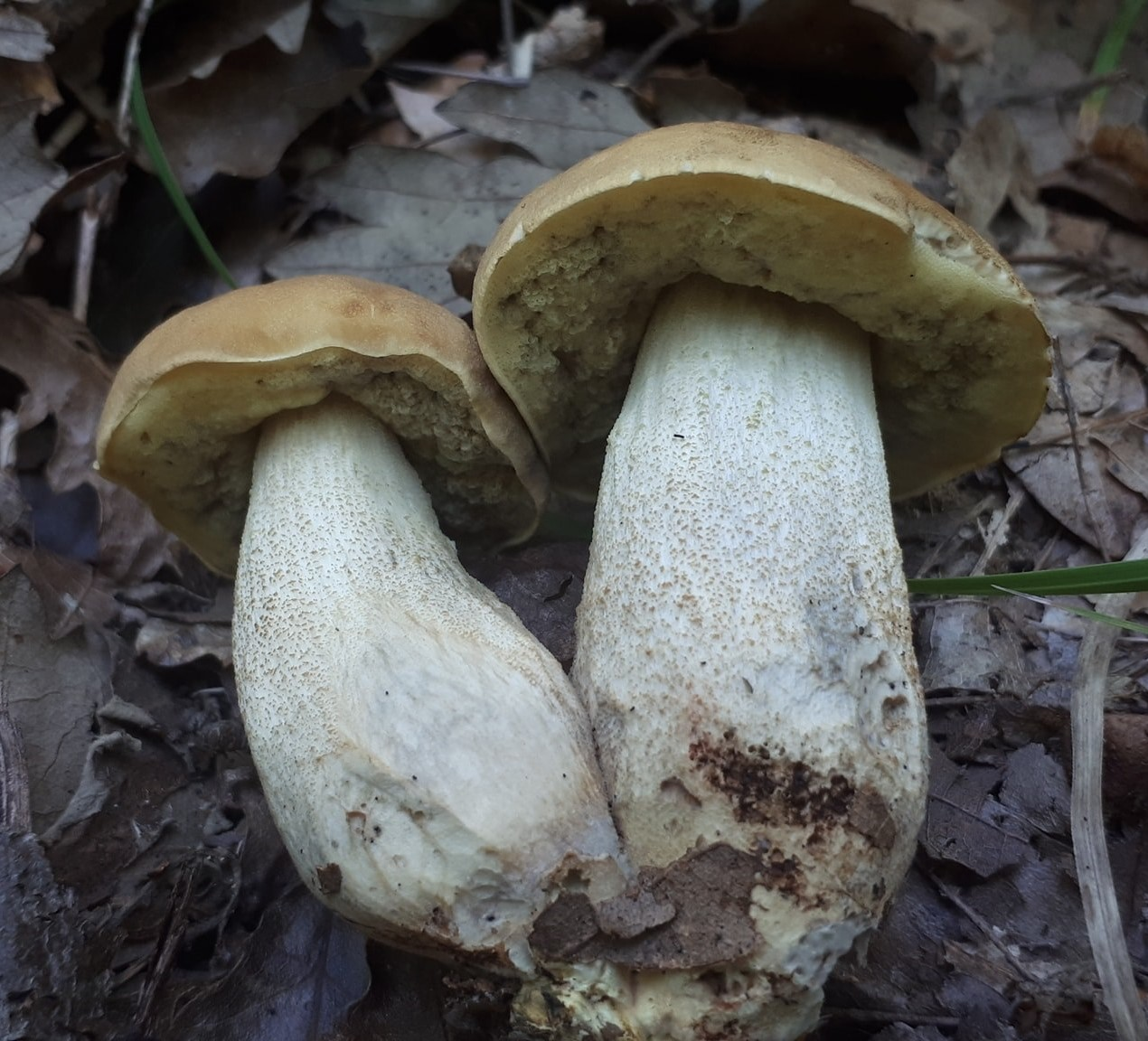
Fines squamules ornant le pied de L. crocipodium.

Les bolets sont des champignons dont l'hyménophore, constitué de tubes et terminés par des pores, se sépare facilement de la chair du chapeau. Ce chapeau d'abord rond, recouvert d'une cuticule, devient convexe à mesure qu’il vieillit. Ils ont un pied (stipe) central assez épais et une chair compacte. Les caractéristiques morphologiques de L. crocipodium sont les suivantes :
Son chapeau est brun, brun jaune, fauve orangé, caramel, cannelle, crème à ochracé olivâtre, plus au mois cabossé, à la cuticule veloutée souvent craquelée, tessellée, surtout à maturité,,. Cette cuticule souvent craquelée à maturité lui donne son nom vernaculaire, cependant ce critère n'est pas forcément présent ni nécessaire, encore moins sur les jeunes spécimens.

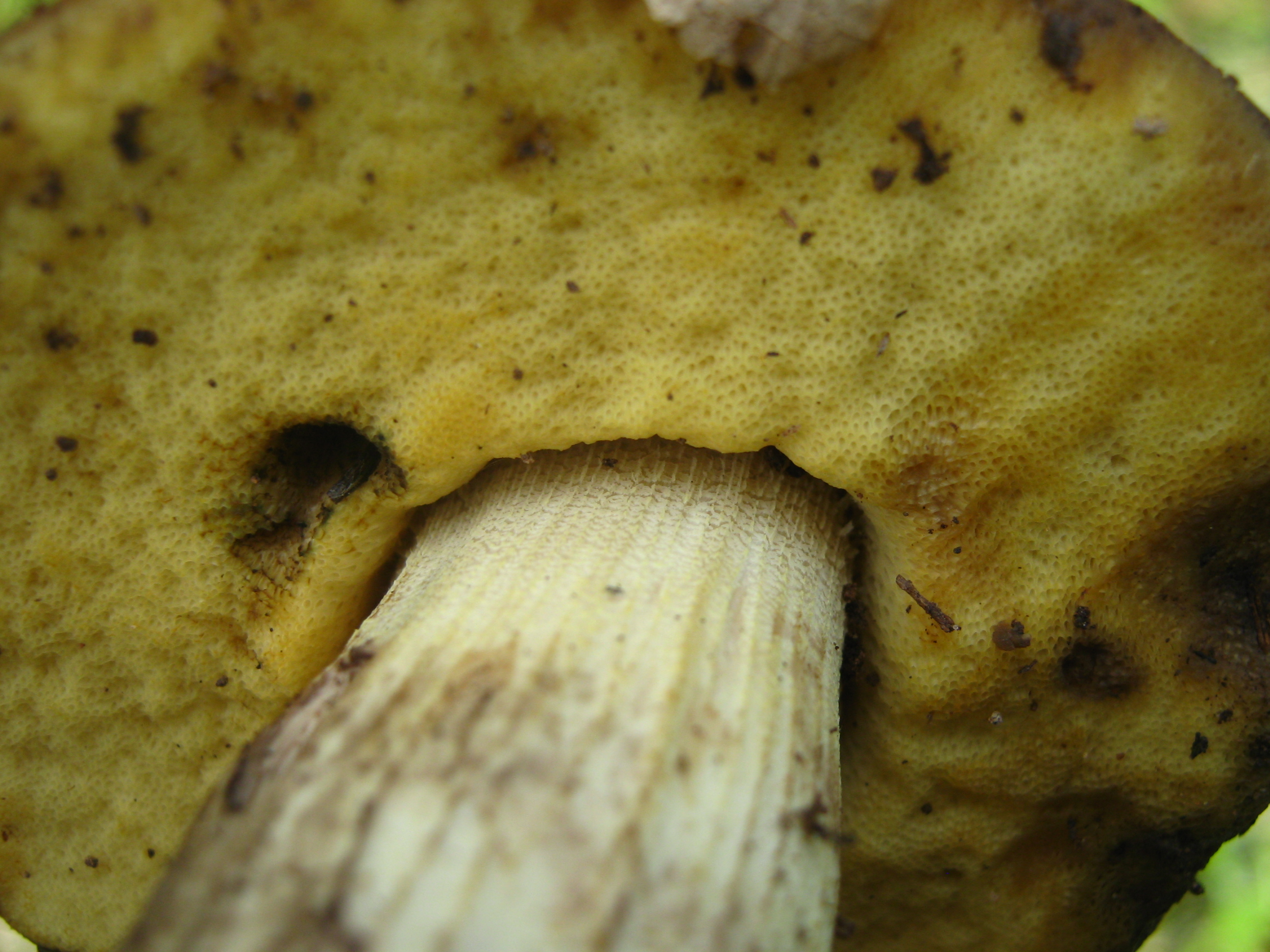
Squamules formant des nervures verticales vers le haut du pied.

L'hyménophore présente des tubes jaune sulfurin, beige légèrement citrin, peu à peu nuancés d'olivâtre. Les pores sont petits, subconcolores (de presque la même couleur que les tubes), devenants brun ochracé à la pression. 
Son stipe est fusoïde, blanchâtre, jaune pâle, jaunâtre à jaune sulfurin. Il est sillonné, côtelé, orné de fines squamules jaunâtres à orangées, plus ou moins espacées et souvent alignées sur les nervures, formant parfois un pseudo-réseau trompeur vers le haut du stipe,,. 
La chair est blanchâtre puis vite crème pâle, devenant à la coupe rosâtre ou saumonée puis enfin violacé rougeâtre et noirâtre. Sa saveur est douce et son odeur est indistincte,.

### Réactions chimiques
L. crocipodium se caractérise par les réactions suivantes avec ces réactifs :
- Rouge orangé (chair) au Formol (CH2O)
- Vert clair (chair) au Sulfate de fer II (FeSO4 10 %)[4]

## Galerie

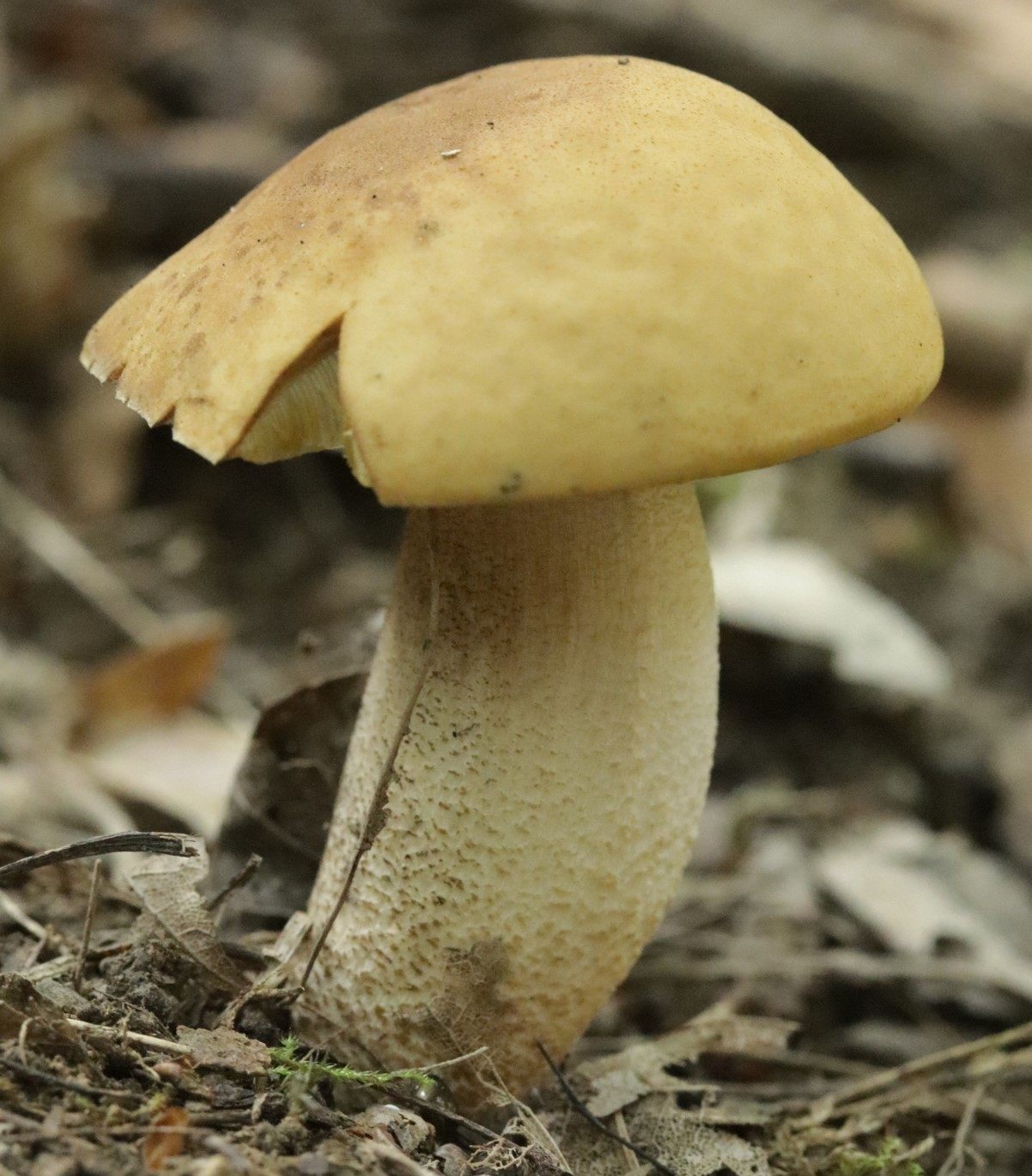
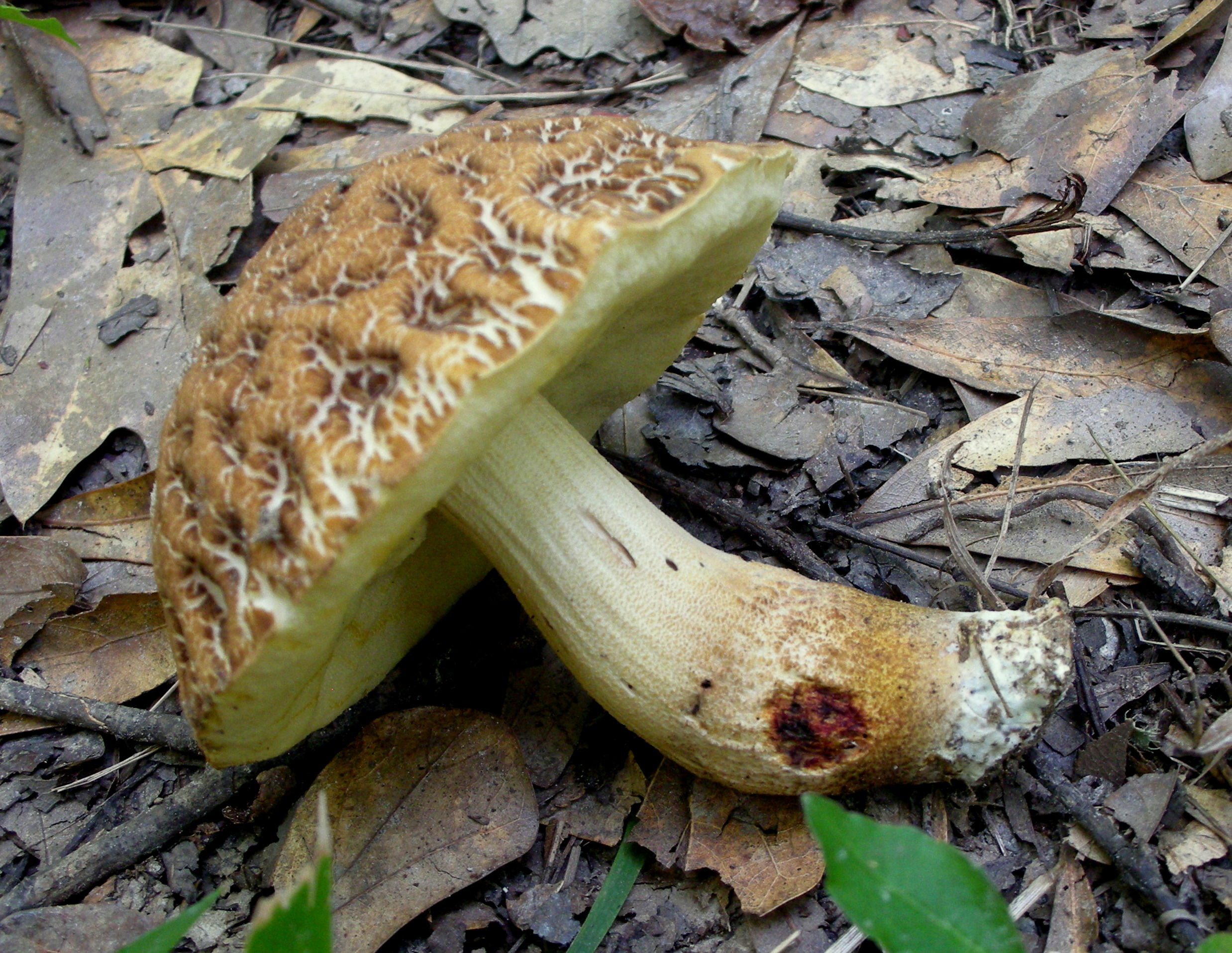
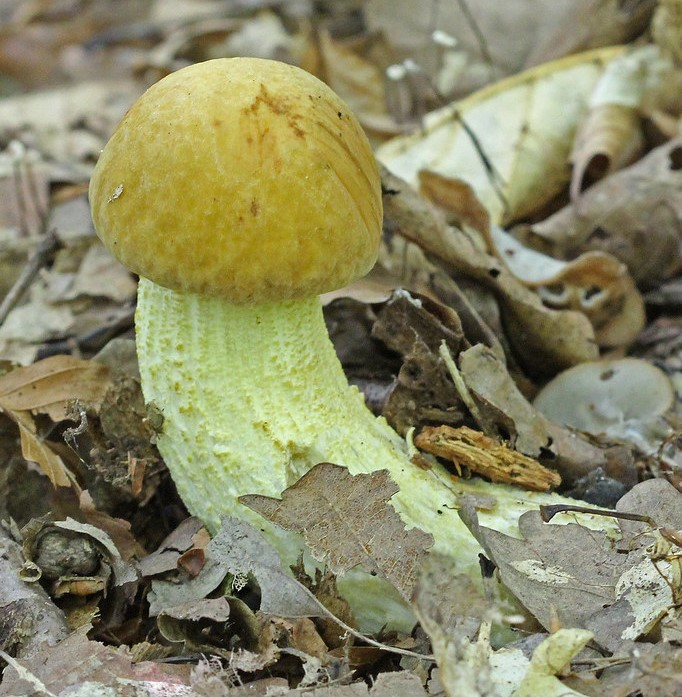
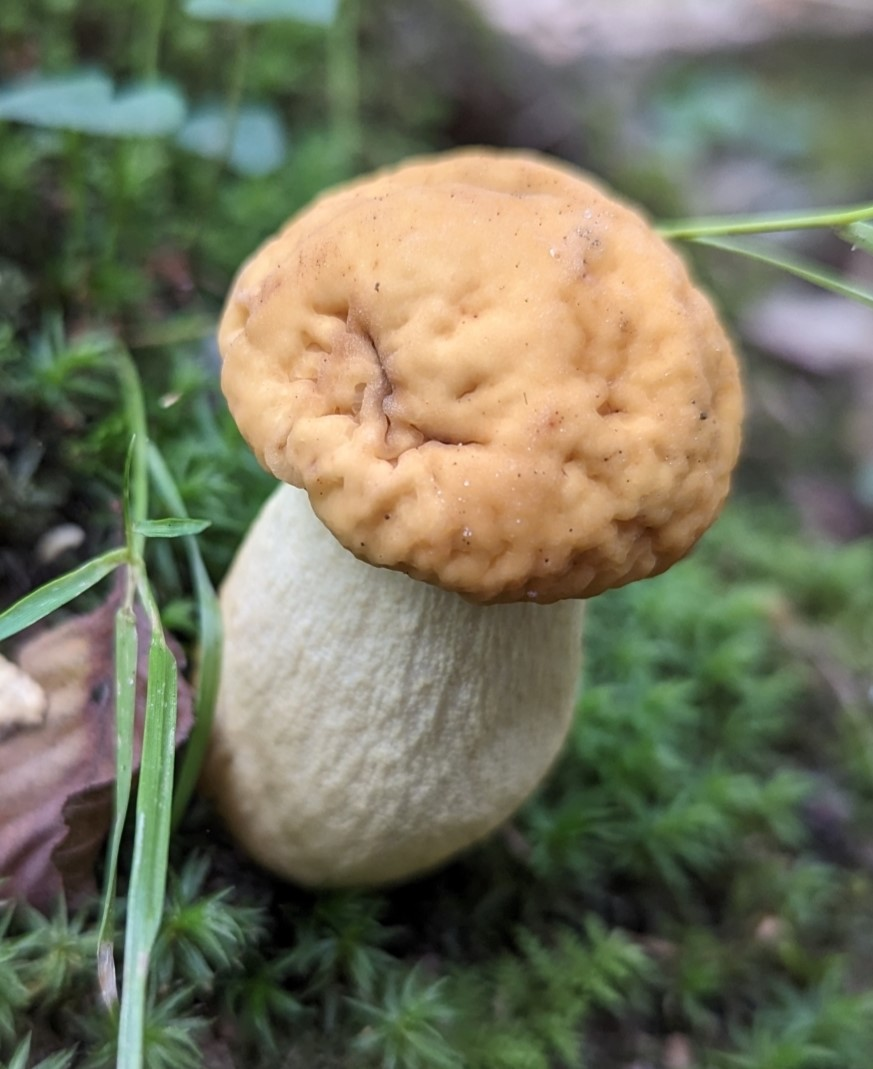
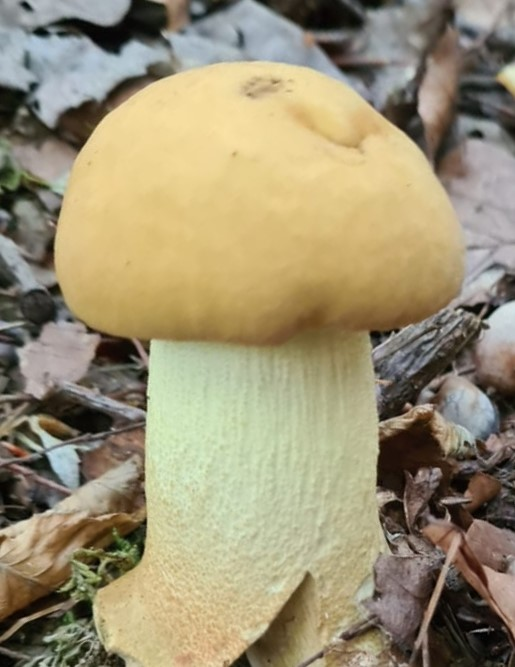
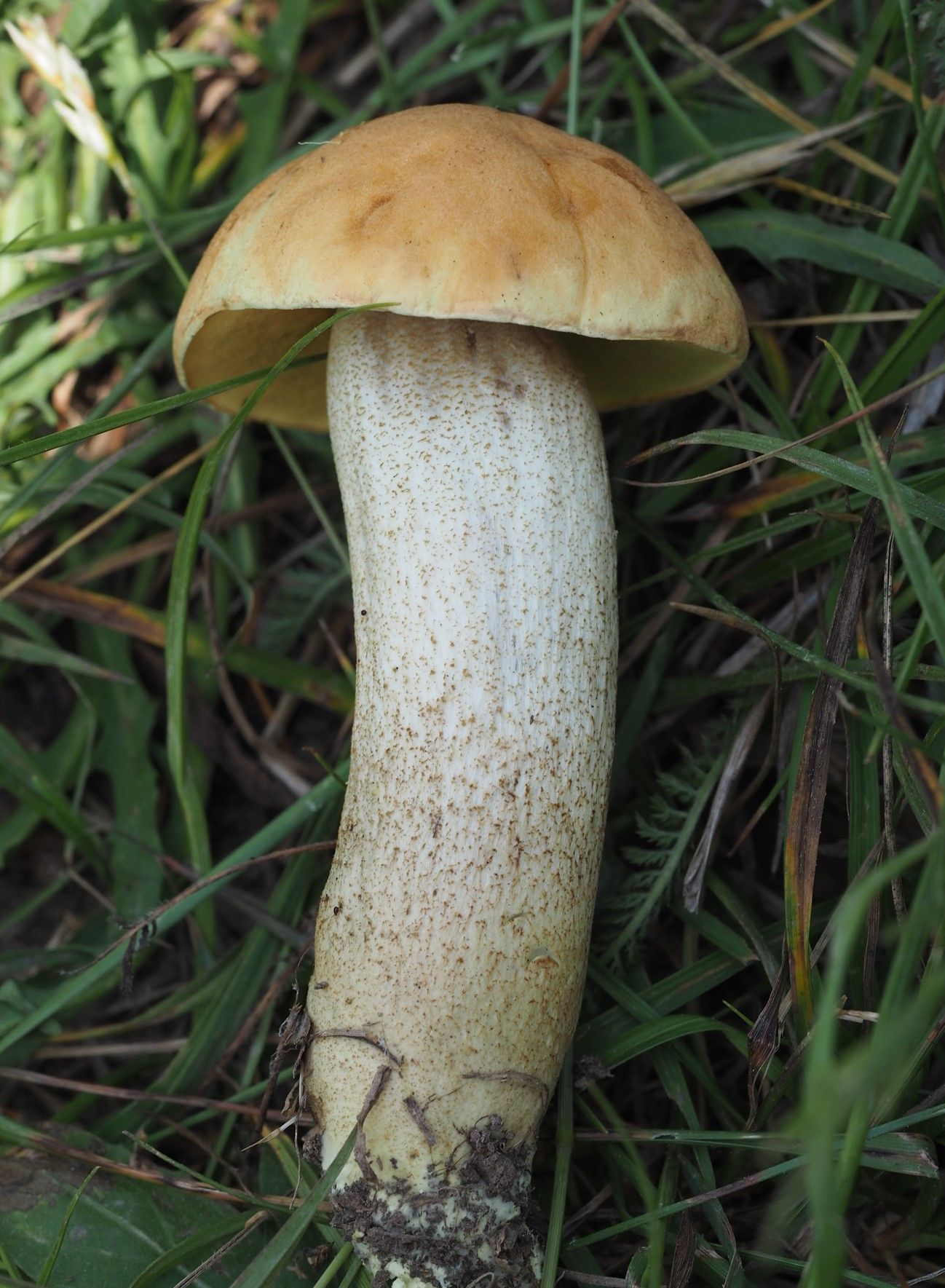
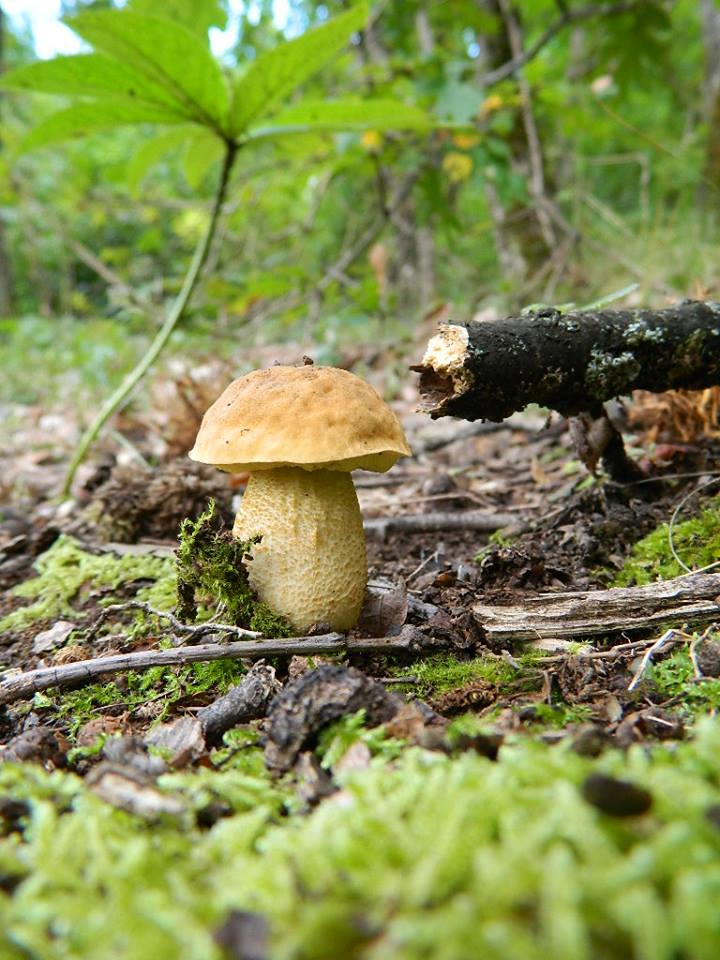
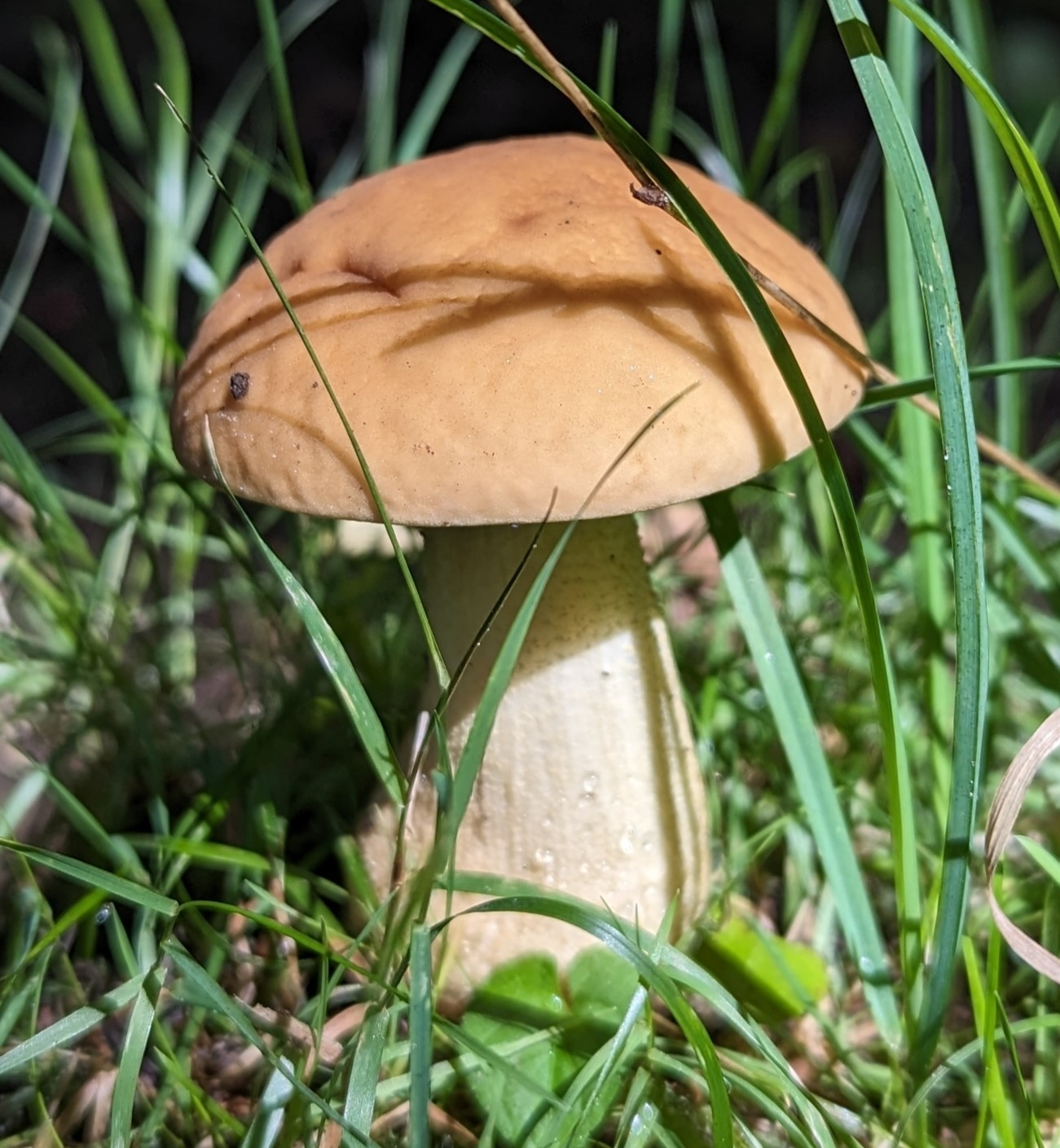
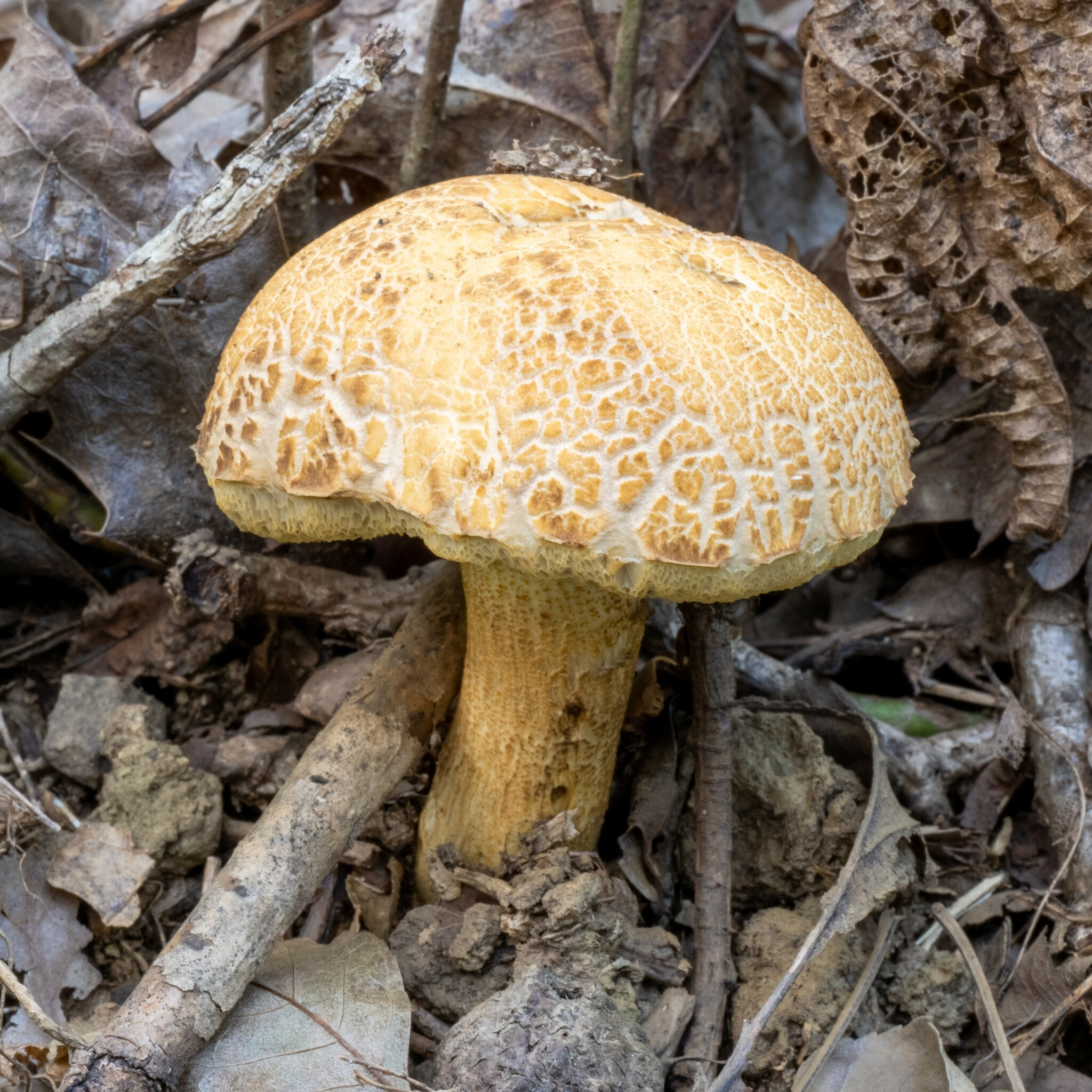
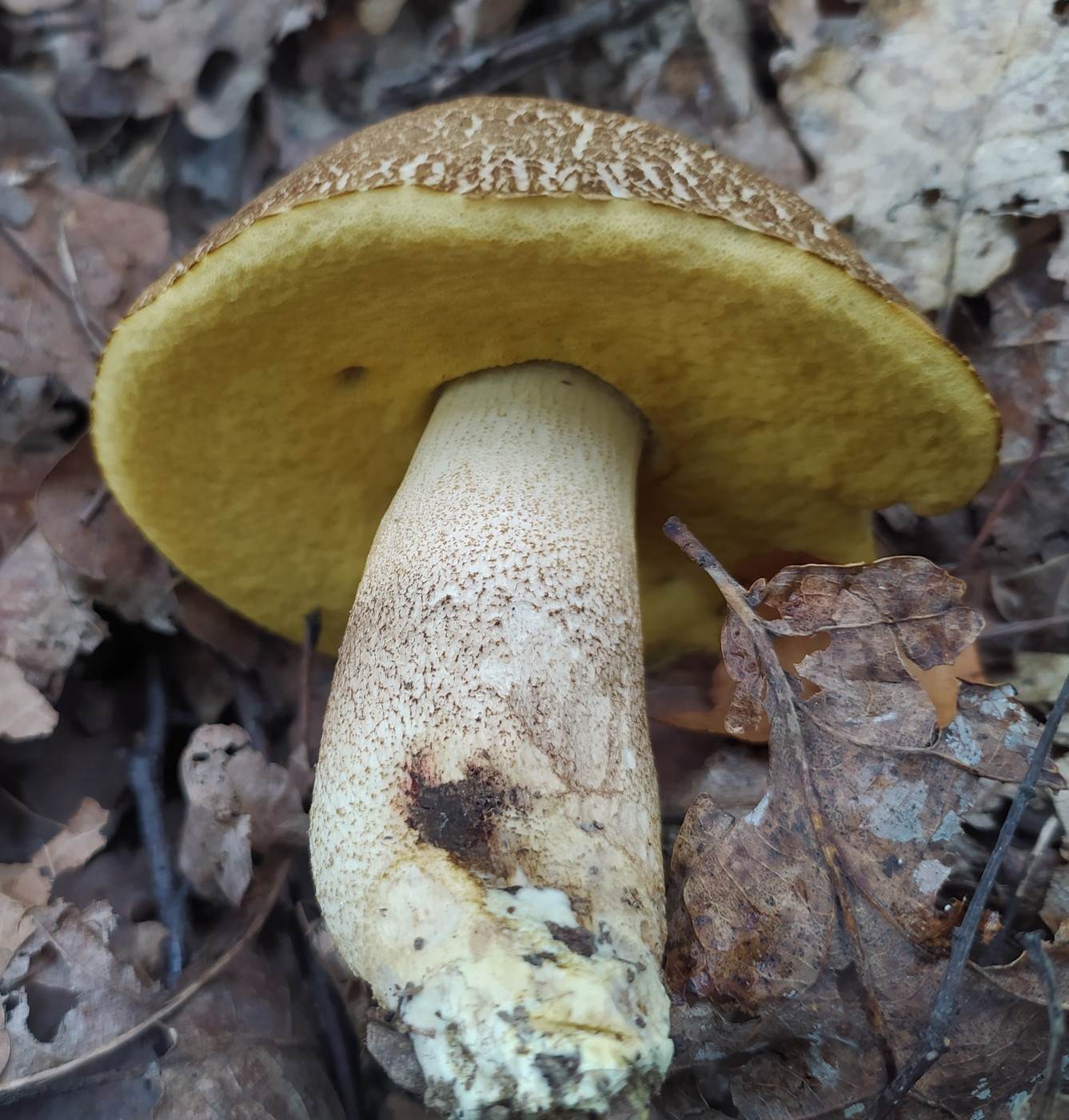
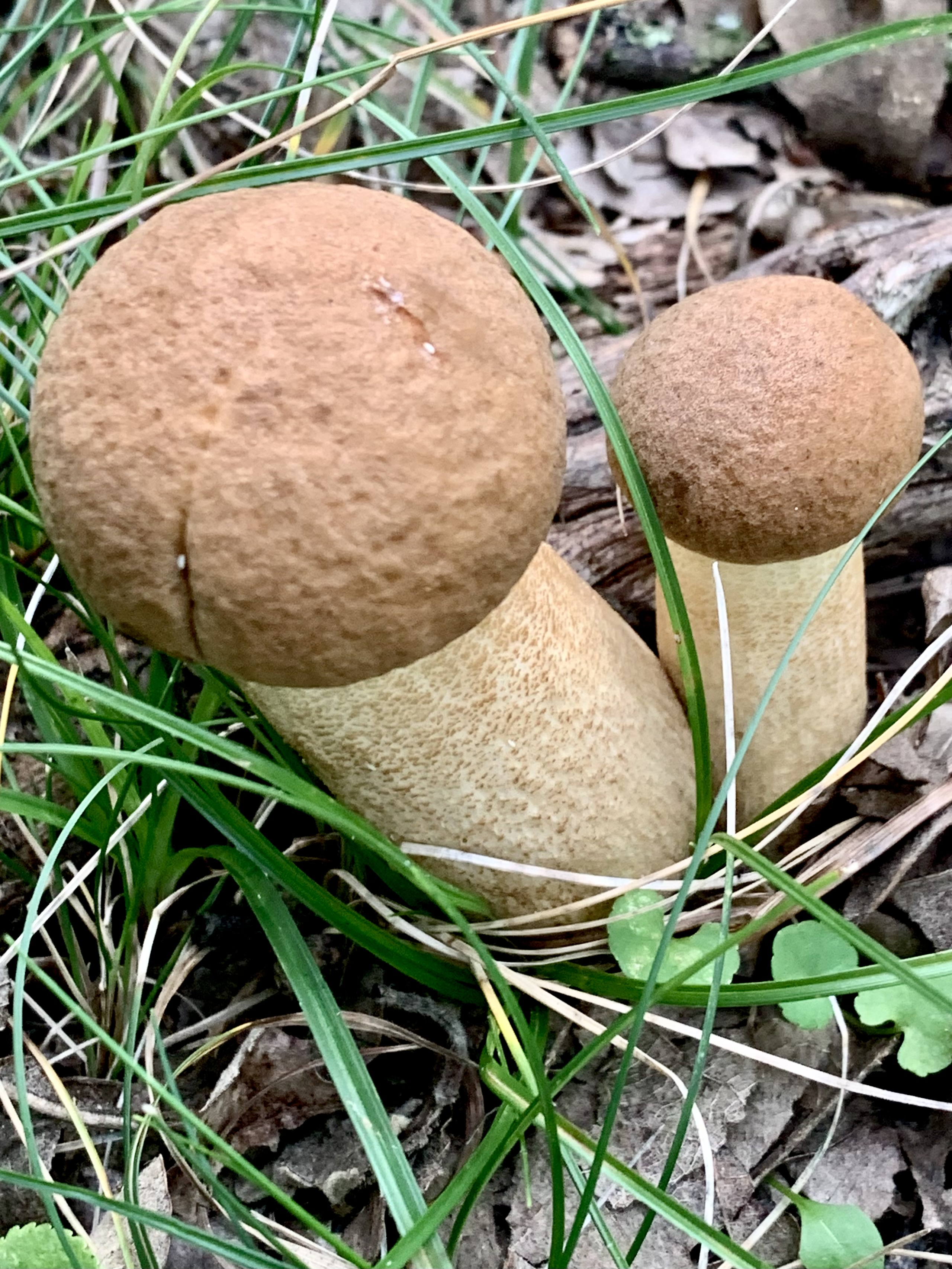
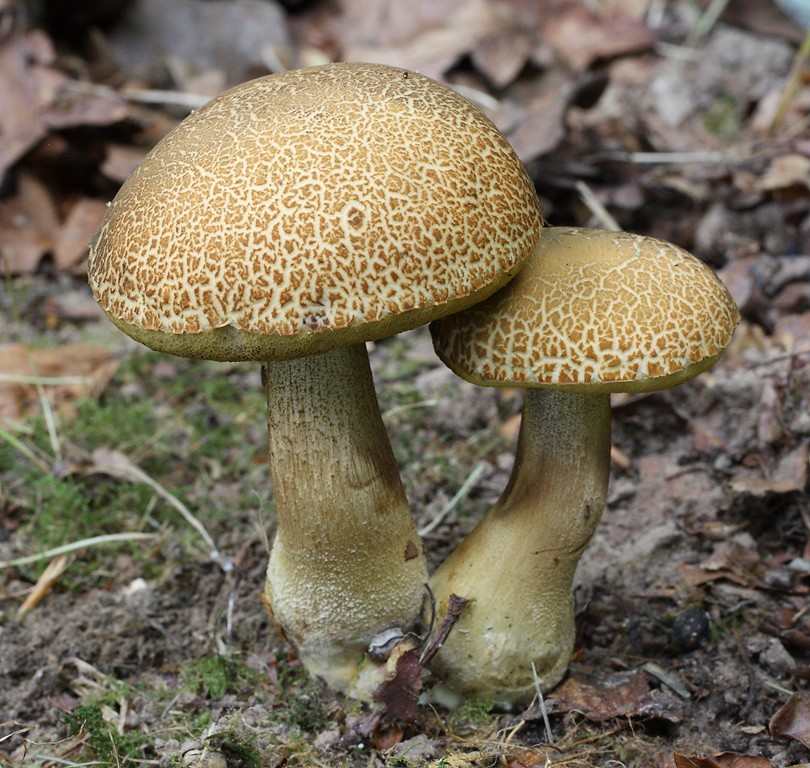
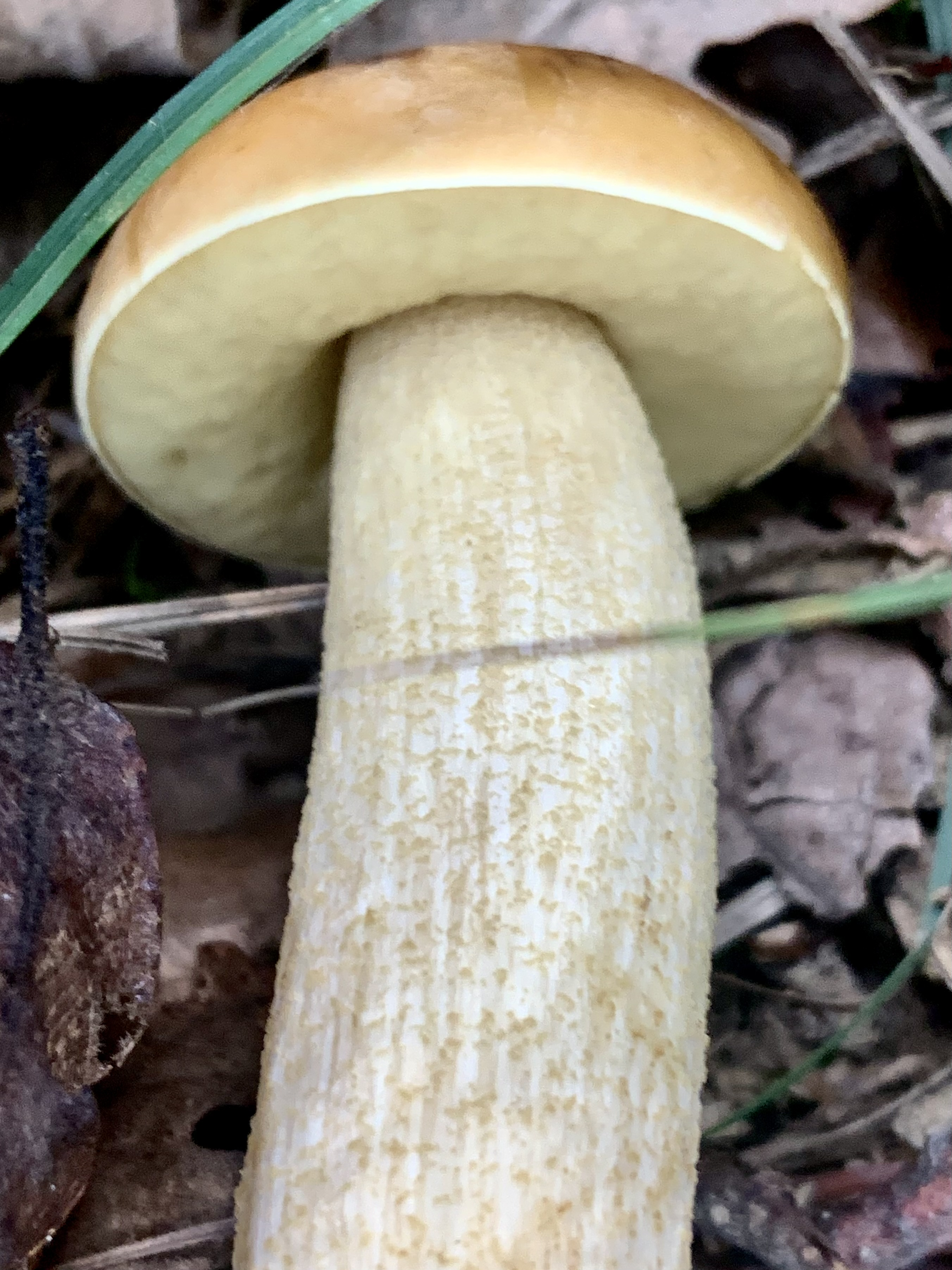
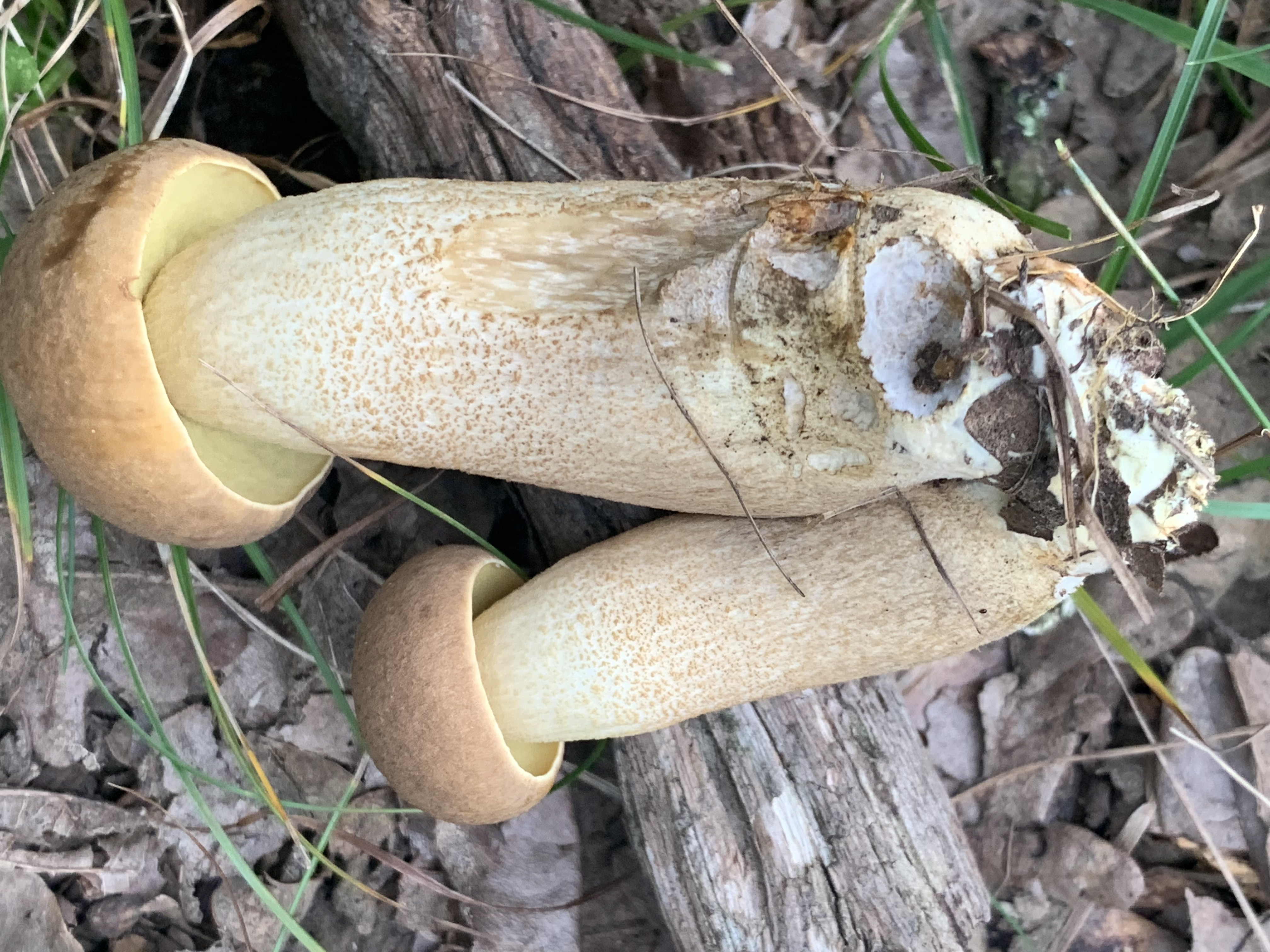
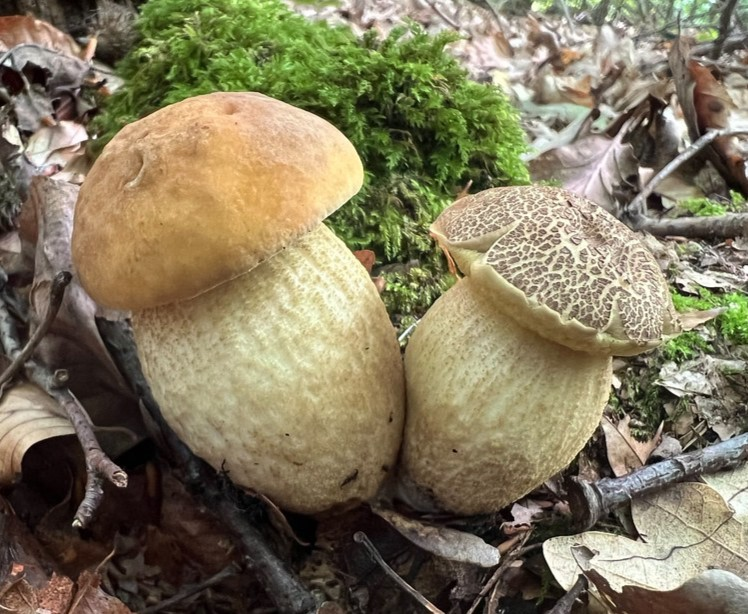
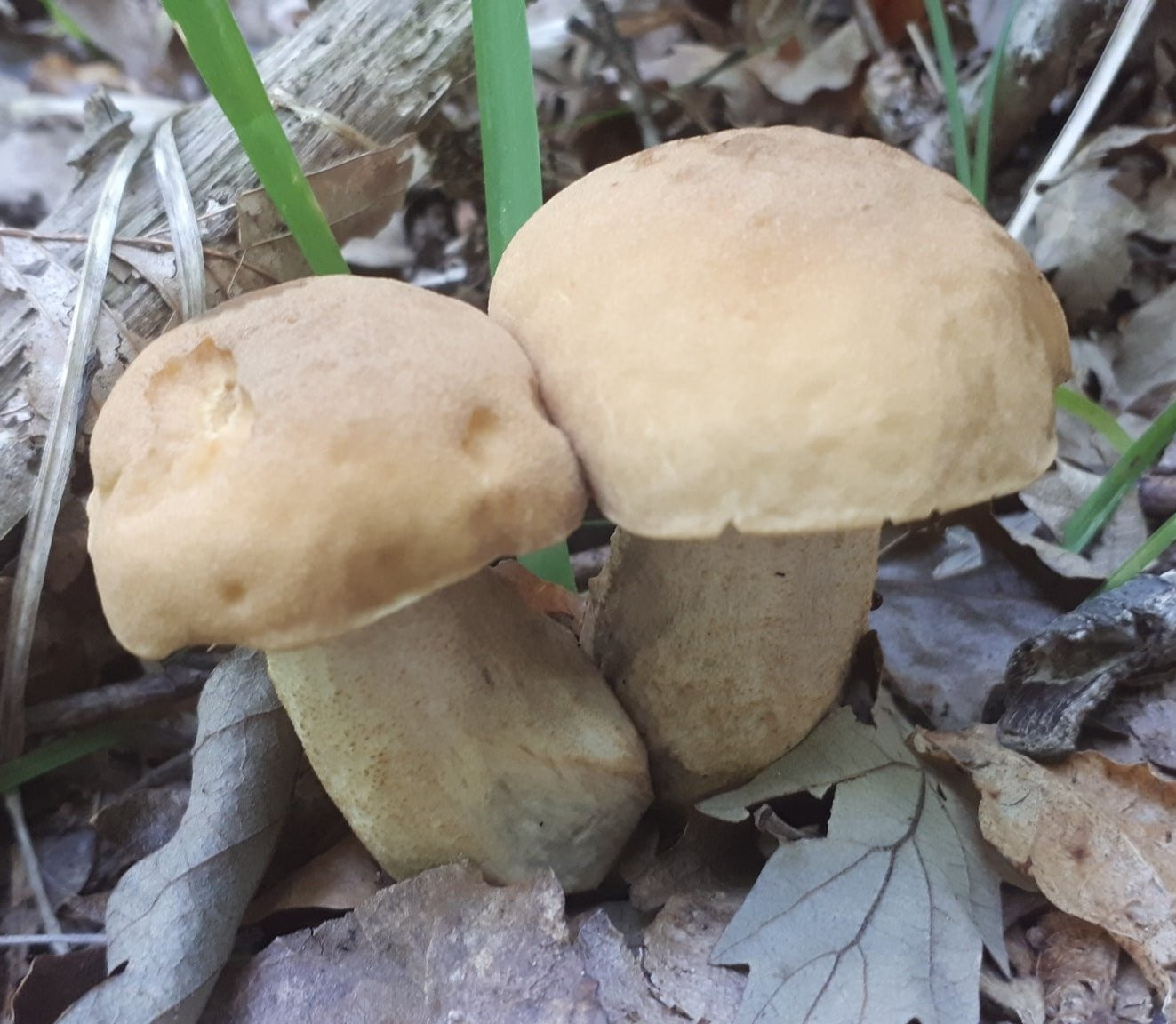
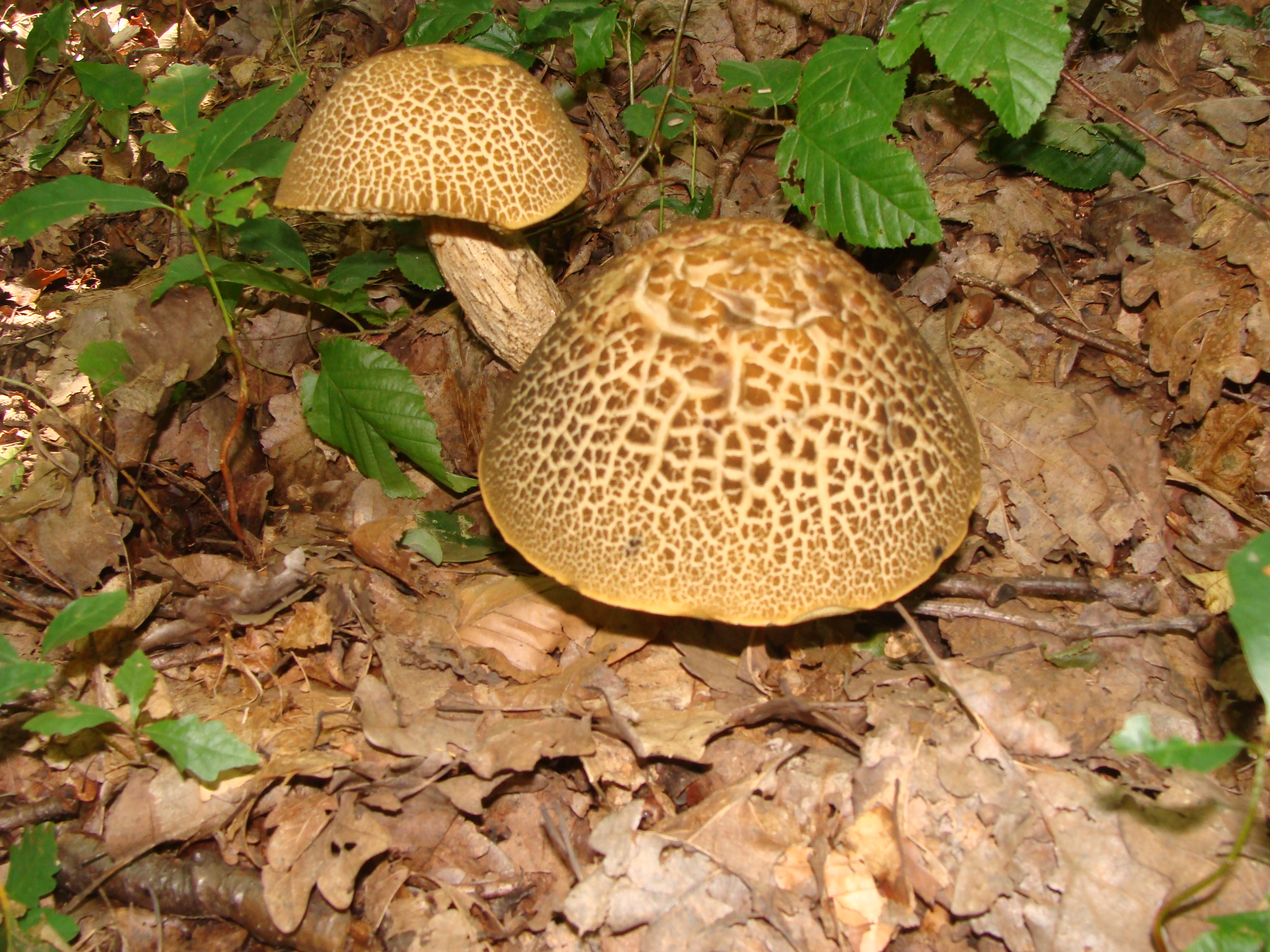
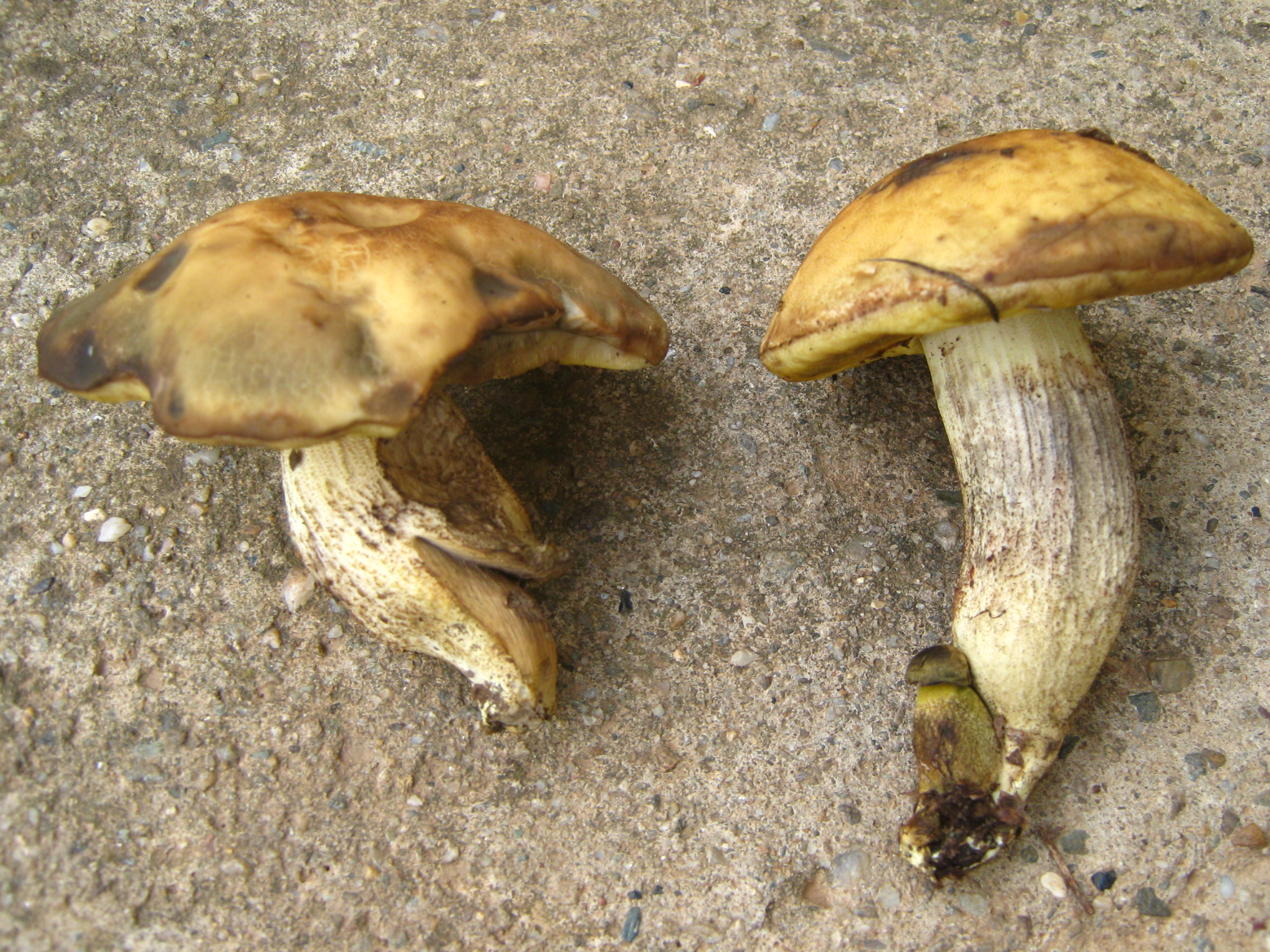
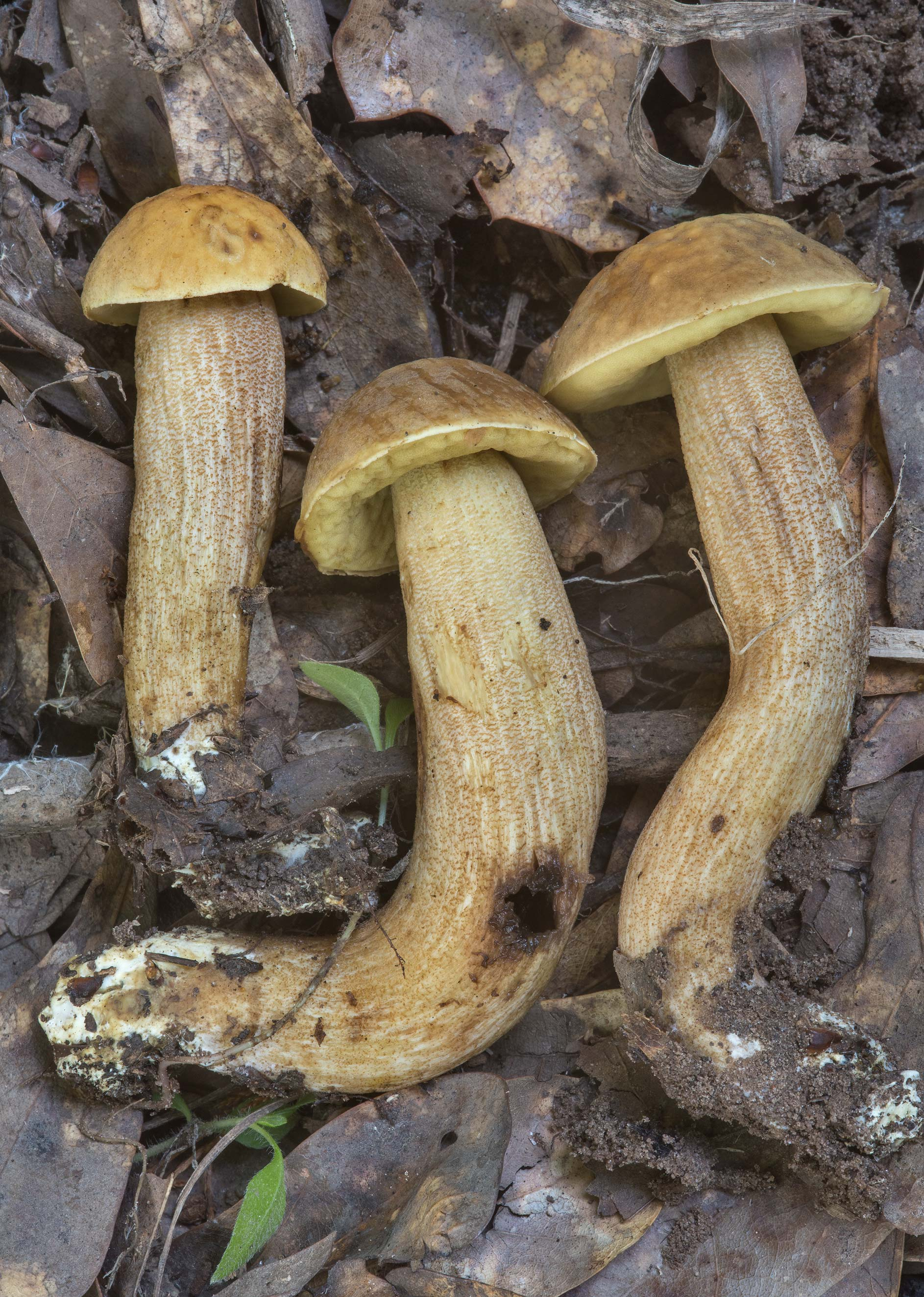
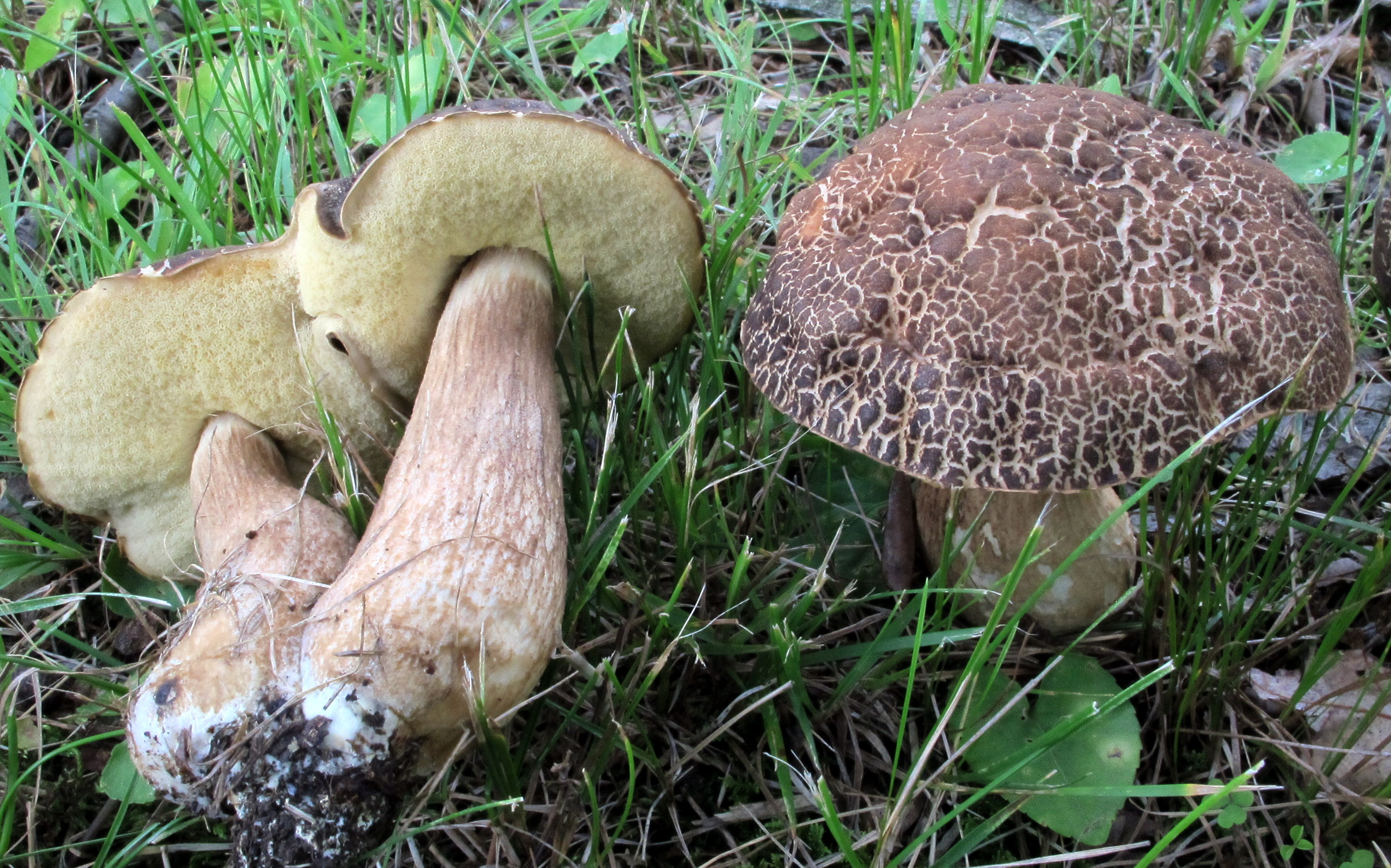

### Caractéristiques microscopiques
Ses spores mesurent 14-18 × 6-7 µm.

## Habitat et distribution
C'est un champignon ectomycorhizien, préférant s'établir sous les chênes à feuilles caduques, surtout sous Quercus robur, parfois avec les hêtres. Sa tendance thermophile le rend particulièrement visible durant l'été et la fin de l'été entre juin et septembre.

## Comestibilité
Comme toutes les espèces de Leccinum au sens large, le Bolet craquelé est un comestible moyen, au pied fibreux et indigeste souvent rejeté. Il est fréquemment recommandé de le cueillir jeune et de ne garder que le chapeau. Les Bolets rudes sont à l'origine de troubles gastro-intestinaux s'ils sont consommés crus ou mal cuits. C'est une espèce consommée occasionellement .

## Confusions possibles
Le Bolet craquelé pourrait être confondu avec les espèces suivantes :
- Le Bolet des chênes verts (Leccinellum lepidum) et le Bolet de Corse (Leccinellum corsicum)[10] qui ont un chapeau plutôt marron sombre, moins jaune ou sans jaune, et qui sortent plutôt vers l'automne et l'hiver. Comestible.
- Le Bolet rude des charmes (Leccinellum pseudoscabrum) qui commence à sortir à la même période peut lui ressembler avec son chapeau cabossé et ses fines squamules. Néanmoins, ce dernier a des pores et des tubes blanchâtres et non jaunes. Comestible.

- On pourrait aussi se laisser tromper par le pseudo-réseau occasionnel du Bolet craquelé formé par ses squamules, pouvant faire penser à un Butyriboletus avec son stipe et ses pores jaunes.